# Quaregna
Quaregna est une ancienne commune italienne, hameau (ou frazione) de la commune de Quaregna Cerreto,  de la province de Biella dans la région Piémont en Italie.

## Administration
| Période                                  | Période | Identité | Étiquette | Qualité |
| ---------------------------------------- | ------- | -------- | --------- | ------- |
|                                          |         |          |           |         |
| Les données manquantes sont à compléter. |         |          |           |         |

### Communes limitrophes
Cerreto Castello, Cossato, Piatto, Valdengo, Vallanzengo, Valle San Nicolao